# Spiska Grzęda

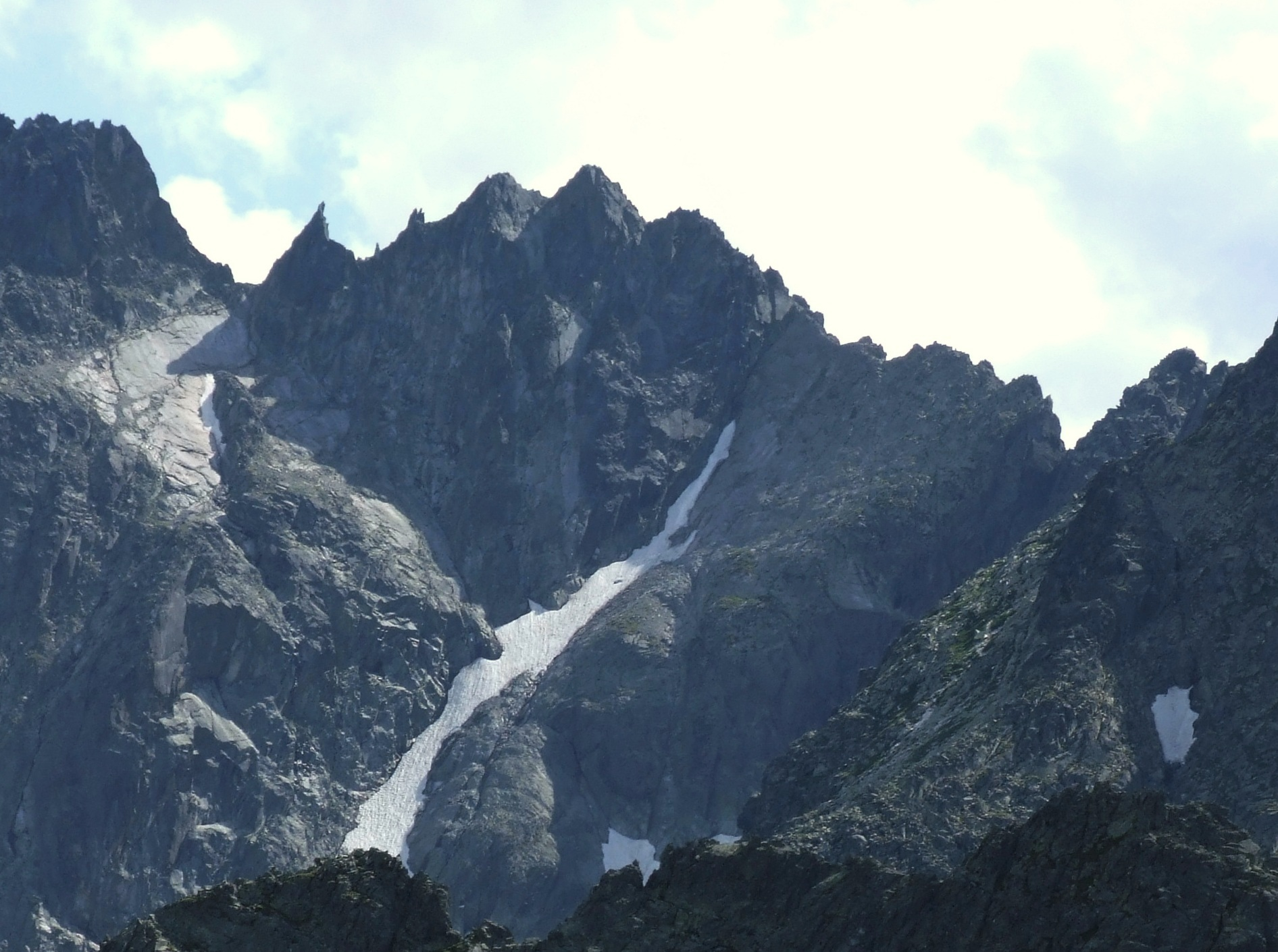
Widok z Jagnięcego Szczytu

Spiska Grzęda (słow. Spišský štít, niem. Déryspitze, węg. Dérycsúcs) – zwornikowy szczyt o wysokości 2481 m n.p.m. znajdujący się w długiej południowo-wschodniej grani Wyżniego Baraniego Zwornika, w słowackich Tatrach Wysokich. Od Baraniego Mnicha w masywie Baranich Rogów oddziela go Barania Przełęcz, natomiast od Juhaskiej Turni – Juhaska Przełączka.
W grani północno-zachodniej szczytu, opadającej na Baranią Przełęcz, położona jest jeszcze druga przełączka – Spiski Przechód. Z kolei w przeciwległej południowo-wschodniej grani między wierzchołkiem Spiskiej Grzędy a Juhaską Przełączką znajdują się Spiska Szczerbina i Spiska Igła. Spiska Grzęda jest szczytem dwuwierzchołkowym, wznosi się nad dwiema dolinami: Doliną Dziką i Doliną Pięciu Stawów Spiskich.
Od głównego wierzchołka Spiskiej Grzędy (północno-zachodniego) odchodzi w kierunku Doliny Pięciu Stawów Spiskich krótka południowo-zachodnia grań, w której wyróżniane są następujące formacje (w kolejności od północnego wschodu):
- Wyżnia Spiska Przełączka (Vyšná Mačacia štrbina),
- Zadnia Spiska Turniczka (Zadná Mačacia veža),
- Pośrednia Spiska Przełączka (Prostredná Mačacia štrbina),
- Spiskie Czuby (Mačacie zuby),
- Spiska Przełączka (Mačacia štrbina),
- Skrajna Spiska Turniczka (Mačacia veža). W tej ostatniej grań rozgałęzia się na odnogę zachodnią ze Spiskim Karbikiem i Spiską Czubką oraz południowo-wschodnią z Przełączką za Spiskim Mnichem i ze Spiskim Mnichem[1][2]. Opisana grań oddziela od siebie odgałęzienia Doliny Pięciu Stawów Spiskich, którymi są Barani Ogród i Spiski Kocioł[3] wraz z górnymi piętrami oddzielonymi Spiskimi Spadami: Pośrednim Spiskim Kotłem i Wyżnim Spiskim Kotłem[1].

Na wierzchołek nie prowadzi żaden znakowany szlak turystyczny, jest on dostępny jedynie dla taterników, dla których najciekawsza jest zachodnia ściana tego szczytu.
Polska i słowacka nazwa Spiskiej Grzędy, podobnie jak Spiskich Turniczek, pochodzi od położonej poniżej Doliny Pięciu Stawów Spiskich. Nazewnictwo niemieckie i węgierskie upamiętnia pierwszego zdobywcę wierzchołka Józsefa Déryego.

## Historia
Pierwsze wejścia turystyczne:
- Ludwik Chałubiński, Karol Potkański, Wojciech Roj i inni przewodnicy tatrzańscy, 9 września 1884 r. – próba wejścia,
- József Déry i Johann Hunsdorfer (senior), 21 lipca 1896 r. – letnie,
- Heim i Müller, 6 kwietnia 1914 r. – zimowe[1].